# Pósch Eszter
Pósch Eszter (Rozsnyó, 1911. – Budapest, 1979.) magyar festőművész és tanár.

## Életpálya
A család ötödik gyermekeként született. Szülei Pósch József ügyvéd, egy régi, Rozsnyóra származott Zólyom megyei nemesi család tagja, a város polgármestere volt, édesanyja Stech Erzsébet. A Trianoni döntés következményeként, tanulmányait Budapesten, a cinkotai Magyar Királyi Állami Tanítóképző-intézet és leány-líceumban folytatta és 1931-ben tanítói oklevelet szerzett. Ezt követően Szőnyi István zebegényi műtermében tanult, majd 1932-től Budapesten a Képzőművészeti Főiskolánfolytatta tanulmányait, ahol öt évig volt Glatz Oszkár festőművész, főiskolai tanár növendéke. 1938 júniusában kapta meg festőművész-tanári végbizonyítványát.  1940-től a rozsnyói polgári fiú- és leányiskolában tanított, férje, Gérecz István ugyanott iskolaigazgató volt. 1945-ben a tanárházaspár az iskola bezárása után Magyarországra települt át. Budapesten általános iskolában tanított 1966-ig, nyugdíjazásáig. 

## Munkássága
Munkássága főiskolai tanulmányai során Budapesten, Glatz Oszkár műtermében kezdődött, majd Rozsnyón jelentős portrékat, csendéleteket és Rozsnyó hangulatát megörökítő festményeket alkotott.
1945 után, az 50-es években egyértelművé vált, hogy az adott anyagi lehetőségek, a tanítás és a három gyerek mellett más módon tudja művészi tehetségét kibontakoztatni. Magas művészi színvonalon valósította meg az akkori elvárásoknak megfelelő hatalmas iskolai dekorációkat. Ezen kívül látványos díszleteket tervezett és festett gyermekoperai előadásokra is. Tehetségét és tudását a rajztanításában, a gyermekek művészeti oktatásában kamatoztatta.
Több éven keresztül a budapesti rajztanárok munkaközösségének vezetője volt és a kerületi rajzszakkör vezetését is rábízták, ahol a tehetséges gyerekek művészi képzését végezte. Valamennyi évfolyamra tematikusan és igényesen kidolgozott óravázlatai mintaként szolgáltak a rajztanárok részére. 
2022-ben alkotásaiból „Ismerős név – elfeledett művésznő” címmel a rozsnyói városháza kiállítótermében nyílt kiállítás.

## Családja
1941-ben férjhez ment Gérecz István magyar-történelem-földrajz szakos tanárhoz, a rozsnyói evangélikus polgári iskola igazgatójához. 
Gyermekei: Éva (1942) jogász, Eszter (1944) matematikus-informatikus, Mária (1949) okleveles közgazda, bölcsész.